# 机动战士GUNDAM 闪光的哈萨维角色列表
机动战士GUNDAM 闪光的哈萨维角色列表是小说以及广播剧《机动战士GUNDAM 闪光的哈萨维》中登场的架空人物列表。
以下列出所有登场人物的配音演员資訊，均参考游戏《超级机器人大战系列》及《SDGUNDAMG世代》的配音演员列表而来。

## 主要人物
哈萨维·诺亚 / 马夫蒂·納比尤·艾林（聲：佐佐木望 / 小野賢章《電影版》）
本作的主人公，繼承了傳奇人物阿姆羅·雷及夏亞·阿茲納布爾思想的人物。反地球聯邦組織马夫蒂·納比尤·艾林（Mafty Navue Erin）的表面上領袖。哈萨维·诺亚是聯邦軍上校布莱德·诺亚的儿子，曾在《逆襲的夏亞》登場過。有著擊破大型MA・NZ-333「α·阿基爾」的戰績。在本作開始時，對外宣稱為做植物研究而降落地球，實則作為馬法提進行叛亂活動。認為腐敗至極的聯邦是人類的毒瘤，決定親自拔除而對地球聯邦進行肅清。最後落入肯尼斯所設下的陷阱以致全身重度燒傷而被捕獲，不久後在燒傷稍有復元的情況向下被匆匆槍決。死前遺言是相信未來地球會由身心健全的人來守護，將大義託付給好友肯尼斯後槍決死亡，終年25歲。
在本作中哈薩威捨棄了本名而使用了組織的名字：马夫蒂‧納比尤‧艾林。
琪琪·安达露西亚（Gigi Andalucia，聲：林原惠（《G世代F》）/ 川上とも子（《G世代SPIRITS》以后）/ 上田麗奈《電影版》）
本作的女主角，大富翁、大型保险公司的创始人卡迪亚斯·鲍丁伍登的情妇。是个有着金色长髮和细腻白皙肌肤的美少女。为了比卡迪亚斯先一步到达位于香港的寓所而搭乘“豪泽恩”号，并在此遇到哈萨维与肯尼斯。预感和直觉敏锐，有着预测未来的不可思议的能力。戰後跟隨退役的肯尼斯一起離開，在飛機上聽完肯尼斯的話後暗嘆戰爭根本還沒結束。其後選擇留在日本渡過餘生。
凯奈斯·斯莱格（Kenneth Sleg，聲：立木文彦（《G世代F》以后）/ 大塚明夫（《サンライズ ワールド ウォー from サンライズ英雄譚》）/ 諏訪部順一《電影版》）
地球联邦军上校。为了赴任对抗叛軍马夫蒂而成立的特殊部隊“金伯利”司令一職而乘坐“豪泽恩”号降落至地球，并由此与哈萨维和琪琪相遇。由於“豪泽恩”號有許多联邦政府高官搭乘而被劫持，而与哈萨维联手制服劫机分子而結為好友。之後得知叛軍首領馬法提就是好友哈薩威後相當苦惱但又不得不與之對戰，最後戰術運用成功生擒哈薩威。
事後因功晉升為准將，為了隱匿馬法提就是哈薩威的事實在聯邦高層間奔走並極力隱瞞布萊特，希望留給好友哈薩威尊嚴不要惡名傳世，並親自指揮哈薩威的槍決。但事後聯邦高層違反與肯尼斯的協議並惡意公開馬法提的真實身分，還謊稱是由布萊特「大義滅親」親自處決哈薩威，肯尼斯對此作法十分失望而辭官離去。與琪琪一同前往哈薩威之母的故鄉日本旅遊時對琪琪說：「如果我能再次遇見像阿姆羅或哈薩威那樣的新人類時，我會成立一個可以讓他們積極發揮作用的組織。」

## 马夫蒂
顧華克‧薩爾法
庸醫，马夫蒂的幕後首腦，給組織提供了許多支援。本名不詳，以「庸醫」（Kwakzalver / Quack Salver）之代號自居的中年男性。真實身分不明，唯一確定的是他是一名將軍，曾擔任了聯邦軍地球方面軍之要職。有謠傳目前擔任了聯邦政府的高官，但其真實性不明。肯尼斯認為「聯邦政府中的高階閣員或是官僚中，腦袋最好但也最沒耐心的就是『庸醫』」。在聯邦軍與AE社內有頗大的關係。對於補給與維護部隊之組成有令人無法想像的能力。本人對此曾說「當我長年管理補給物資這段期間，我曾想出了許多能夠讓物資與小型基地從軍隊紀錄上消失的方法」。

#### 指揮官
伊拉姆·马萨姆（聲：山崎巧 / 武內駿輔《電影版》）
马夫蒂实战部队作战指挥成员，哈萨维的左膀右臂。
布林克斯·维奇
马夫蒂设置在太平洋上作为移動据点的矿物运输船英勇号的艦長。
完成比诺埃港的補給任務之后遭潘尼洛普击沉英勇号，随船战死。

#### 机师
艾梅拉爾妲·茲比恩（Emerelda Zubin，聲：鵜飼留美子 / 石川由依《電影版》）
梅萨1号机 的驾驶员。是个性格豪爽的女性。在成员之间与雷蒙是公认的恋人关系。极力撮合在艾尔斯岩附近汇合的琪琪和哈萨维，但两人彼此之间的差距无法消去。在阿德莱德的联邦議会襲撃作战中，被雷恩所駕駛的潘尼洛普以感應飛彈击中而战死。
高曼·諾比爾（Gauman Nobil，声：竹村拓 / 津田健次郎《電影版》）
梅萨2号機的機師。30歳左右男子。為幫助在达沃的塔薩代酒店處於軟禁状態下的哈萨维逃脫而發動的牽製作戰中負責襲擊達沃街道，遭潘尼洛普擊墜，并被俘虜成為人質。之後被初次出撃的Ξ GUNDAM救出，在之後的作戰中依然以機師的身份參加。于阿德萊德聯邦議会襲撃作戰失敗後下落不明。
芬瑟·梅恩（聲：天崎滉平《電影版》）
梅萨3号機的機師。
高爾夫（聲：田中光《電影版》）
梅萨4号機的機師。阿德萊德聯邦議会襲撃作戰中戰死。
哈拉·莫利
梅萨6号機的機師。在艾尔斯岩附近的戰鬥中死亡。
罗德·海因
梅萨7号機的機師。在艾尔斯岩附近的戰鬥中死亡。
雷蒙·凯恩（Raymond Cain，声 - 藤本隆行 / 落合福嗣《電影版》）
加尔塞佐恩1号機的機師。
西贝特·安哈恩（声 - 田坂秀樹 / 宮崎遊《電影版》）
加尔塞佐恩2号機的機師。
亨德里克·海约（聲：綿貫龍之介《電影版》）
加尔塞佐恩3号機的機師。
卡乌萨里亚·盖斯
加尔塞佐恩4号機的機師。

#### 其他成员
米黑夏·漢斯（聲：松冈美里）
马夫蒂组织特工兼操作员，专注于组织活动的认真少女，对哈萨维十分信赖。在达沃同三田一起与哈萨维接头。
三田健治（聲：泽城千春）
马夫蒂组织一名外勤特工，同时也是优秀的司机，在达沃与哈萨维接头。
ケリア・デース（聲：早見沙織）
作为马夫蒂成员之一，既是哈萨维加入马夫蒂组织的引路人，也是他的恋人。

## 地球联邦军
布莱德·诺亚（Bright Noa，聲：成田劍）
哈萨维的父亲。與眾多被鋼彈選中的孩子並肩作戰過的傳奇人物。本作中，在马法狄被處決後才得知其真身就是哈萨维，並被聯邦政府謊稱是由布萊特「大義滅親」親自處決哈薩威。
雷恩·艾姆（Lane Eim，聲：桥本晃一（《G世代F》） / 水島大宙（《G世代SPIRITS》以后） / 齊藤壯馬《電影版》）
地球联邦军中尉，隶属于金伯利部队的年輕強化人駕駛員，潘娜洛普的駕駛員。有著不錯的天賦但實戰經驗不足，初次同哈萨维交手時被大量感应导弹击中坠落海面。在後來與哈萨维多次的對決中亦因經驗關係而落於下風，最後一戰中成功誘導哈萨维落入凯奈斯所佈置的陷阱中，並結束了這一系列叛亂。當知道哈萨维是上司凯奈斯的朋友時相當震驚，在理解哈薩威的叛亂是出於對聯邦腐敗的失望後也懷疑自己捕殺哈薩威的作法是否恰當。凯奈斯退役後升為上尉，此後再無作為。

## 地球联邦政府
艾因斯坦部长（聲：井川秀榮《電影版》）
乘坐“豪泽恩”号的其中一名联邦政府高官

## 刑事警察局
盖斯·H·修盖斯特（聲：佐佐木望）
负责听取哈萨维有关劫机事件供词的调查局部长。

## 普通民众
阿马达·曼桑
哈萨维的植物監察官教授。哈萨维通過他與馬法狄接觸上，并由此致力于馬法狄運動。在劇中身在香港的琪琪通過他將聯邦議會的開會地點傳達給哈萨维。
米萊·諾亞
布莱德·諾亞之妻，哈萨维之母。一年戰爭時白色基地的艦橋通訊員，阿姆羅與布萊特的戰友之一。一年戰爭結束後與布萊特結婚並退役。

## 其他
法比奥·里维拉（声：望月健一）
奧恩貝裡軍頭目。遭馬法狄影響而起義。起初打算仿冒馬法狄在各地進行武裝暴動但失敗，之後協助哈薩維沖擊聯邦議會。